# Commencement Bay (lớp tàu sân bay hộ tống)
Lớp Commencement Bay là lớp tàu sân bay hộ tống cuối cùng được Hải quân Hoa Kỳ chế tạo.
Những con tàu này dựa trên lườn của kiểu tàu chở dầu T3 của Ủy ban Hàng hải, có trọng lượng choán nước khoảng 24.100 tấn Anh (24.500 t) và chiều dài 557 ft (170 m). Không giống như đa số các tàu khu trục trước đó, vốn được đặt lườn như một kiểu tàu nào đó rồi được cải biến thành tàu sân bay trong quá trình chế tạo, lớp Commencement Bay được chế tạo từ lúc đặt lườn như một tàu sân bay. Cách bố trí chung tương tự như của lớp Sangamon, nhưng một số khiếm khuyết về kỹ thuật máy móc được khắc phục.
Chúng được đưa vào hoạt động trễ trong Chiến tranh Thế giới thứ hai, khi chiếc dẫn đầu của lớp Commencement Bay (CVE-105) chỉ được hạ thủy vào ngày 9 tháng 5 năm 1944; nên đa số các con tàu có rất ít hoặc không hoạt động trong chiến tranh. Ba mươi ba chiếc đã được đặt hàng, nhưng nhiều chiếc bị hủy bỏ trước khi hoàn tất. Mười chín chiếc đã nhập biên chế cùng Hải quân Hoa Kỳ; bốn chiếc bị tháo dỡ trên ụ đóng tàu lúc chiến tranh kết thúc, hai chiếc được nghiệm thu từ xưởng tàu nhưng chưa bao giờ nhập biên chế, và số còn lại bị hủy bỏ trước khi đặt lườn.
Sau chiến tranh, những chiếc trong lớp Commencement Bay được xem có tiềm năng hoạt động như tàu sân bay cho máy bay trực thăng, chống tàu ngầm hay tàu sân bay phụ trợ (vận chuyển máy bay). Một số chiếc đã phục vụ trong các vai trò này trong cuộc Chiến tranh Triều Tiên. Tuy nhiên kỷ nguyên của máy bay phản lực đã làm kết thúc sớm cuộc đời của chúng, khi các con tàu này có sàn đáp không đủ lớn để những máy bay phản lực vào cuối thập niên 1950 có thể hoạt động an toàn. Tất cả đều ngừng hoạt động hoặc cải biến sang vai trò khác vào năm 1960.

## Những chiếc trong lớp
| Tên                                         | Số hiệu lườn            | Xưởng chế tạo                                      | Đặt lườn             | Hạ thủy              | Nhập biên chế                                   | Xuất biên chế                           | Số phận                                                              |
| ------------------------------------------- | ----------------------- | -------------------------------------------------- | -------------------- | -------------------- | ----------------------------------------------- | --------------------------------------- | -------------------------------------------------------------------- |
| Commencement Bay                            | CVE-105                 | Todd Pacific Shipyards                             | 23 tháng 9 năm 1943  | 9 tháng 5 năm 1944   | 27 tháng 11 năm 1944                            | 30 tháng 11 năm 1946                    | Rút đăng bạ 1 tháng 4 năm 1971; Bán để tháo dỡ 25 tháng 8 năm 1972   |
| Block Island                                | CVE-106                 | Todd Pacific Shipyards                             | 25 tháng 10 năm 1943 | 10 tháng 6 năm 1944  | 30 tháng 12 năm 1944                            | 27 tháng 8 năm 1954                     | Rút đăng bạ 1 tháng 7 năm 1959; Bán để tháo dỡ 23 tháng 2 năm 1960   |
| Gilbert Islands                             | CVE-107                 | Todd Pacific Shipyards                             | 29 tháng 11 năm 1943 | 20 tháng 7 năm 1944  | 5 tháng 2 năm 1945 5 tháng 2 năm 1951           | 21 tháng 5 năm 1946 15 tháng 1 năm 1955 | Rút đăng bạ 15 tháng 10 năm 1976; Bán để tháo dỡ 1 tháng 11 năm 1979 |
| Kula Gulf (nguyên Vermillion Bay)           | CVE-108                 | Todd Pacific Shipyards                             | 16 tháng 12 năm 1943 | 15 tháng 8 năm 1944  | 12 tháng 5 năm 1945 15 tháng 2 năm 1951         | 3 tháng 7 năm 1946 15 tháng 12 năm 1955 | Rút đăng bạ 15 tháng 9 năm 1970; Bán để tháo dỡ 1971                 |
| Cape Gloucester                             | CVE-109                 | Todd Pacific Shipyards                             | tháng 11 năm 1943    | 12 tháng 9 năm 1944  | 5 tháng 3 năm 1945                              | 5 tháng 11 năm 1946                     | Rút đăng bạ 1 tháng 4 năm 1971; Bán để tháo dỡ                       |
| Salerno Bay                                 | CVE-110                 | Todd Pacific Shipyards                             | 7 tháng 2 năm 1944   | 19 tháng 10 năm 1944 | 19 tháng 5 năm 1945 20 tháng 6 năm 1951         | 4 tháng 10 năm 1947 16 tháng 2 năm 1954 | Rút đăng bạ 1 tháng 6 năm 1960; Bán để tháo dỡ 30 tháng 10 năm 1961  |
| Vella Gulf (nguyên Totem Bay)               | CVE-111                 | Todd Pacific Shipyards                             | 7 tháng 3 năm 1944   | 19 tháng 10 năm 1944 | 9 tháng 4 năm 1945                              | 9 tháng 8 năm 1946                      | Rút đăng bạ 1 tháng 12 năm 1970; Bán để tháo dỡ 22 tháng 10 năm 1971 |
| Siboney (nguyên Frosty Bay)                 | CVE-112                 | Todd Pacific Shipyards                             | 1 tháng 4 năm 1944   | 9 tháng 11 năm 1944  | 14 tháng 5 năm 1945 22 tháng 11 năm 1950        | 6 tháng 12 năm 1949 31 tháng 7 năm 1956 | Rút đăng bạ 1 tháng 6 năm 1970; Tháo dỡ 1971                         |
| Puget Sound                                 | CVE-113                 | Todd Pacific Shipyards                             | 12 tháng 5 năm 1944  | 20 tháng 9 năm 1944  | 18 tháng 6 năm 1945                             | 18 tháng 10 năm 1946                    | Rút đăng bạ 1 tháng 6 năm 1960; Bán để tháo dỡ 10 tháng 1 năm 1962   |
| Rendova (nguyên Mosser Bay, rồi Willamette) | CVE-114                 | Todd Pacific Shipyards                             | 15 tháng 6 năm 1944  | 29 tháng 12 năm 1944 | 22 tháng 10 năm 1945 3 tháng 1 năm 1951         | 27 tháng 1 năm 1950 30 tháng 6 năm 1955 | Rút đăng bạ 1 tháng 4 năm 1971; Bán để tháo dỡ 1971                  |
| Bairoko (nguyên Portage Bay)                | CVE-115                 | Todd Pacific Shipyards                             | 25 tháng 7 năm 1944  | 25 tháng 1 năm 1945  | 16 tháng 7 năm 1945 12 tháng 9 năm 1950         | 14 tháng 4 năm 1950 18 tháng 2 năm 1955 | Rút đăng bạ 1 tháng 4 năm 1960; Bán để tháo dỡ tháng 1 năm 1961      |
| Badoeng Strait                              | CVE-116                 | Todd Pacific Shipyards                             | 18 tháng 8 năm 1944  | 15 tháng 2 năm 1945  | 14 tháng 11 năm 1945 6 tháng 1 năm 1947         | 20 tháng 4 năm 1946 17 tháng 5 năm 1957 | Rút đăng bạ 1 tháng 12 năm 1970; Bán để tháo dỡ 8 tháng 5 năm 1972   |
| Saidor (nguyên Saltery Bay)                 | CVE-117                 | Todd Pacific Shipyards                             | 29 tháng 9 năm 1944  | 17 tháng 3 năm 1945  | 4 tháng 9 năm 1945                              | 12 tháng 9 năm 1947                     | Rút đăng bạ 1 tháng 12 năm 1970; Bán để tháo dỡ 22 tháng 10 năm 1971 |
| Sicily (nguyên Sandy Bay)                   | CVE-118                 | Todd Pacific Shipyards                             | 23 tháng 10 năm 1944 | 14 tháng 4 năm 1945  | 27 tháng 2 năm 1946                             | 4 tháng 10 năm 1954                     | Rút đăng bạ 1 tháng 7 năm 1960; Bán để tháo dỡ 31 tháng 10 năm 1960  |
| Point Cruz (nguyên Trocadero Bay)           | CVE-119                 | Todd Pacific Shipyards                             | 4 tháng 12 năm 1944  | 18 tháng 5 năm 1945  | 16 tháng 10 năm 1945 26 tháng 7 năm 1951        | 30 tháng 6 năm 1947 31 tháng 8 năm 1956 | Rút đăng bạ 15 tháng 9 năm 1970; Bán để tháo dỡ 1971                 |
| Mindoro                                     | CVE-120                 | Todd Pacific Shipyards                             | 2 tháng 1 năm 1945   | 27 tháng 6 năm 1945  | 4 tháng 12 năm 1945                             | 4 tháng 8 năm 1955                      | Rút đăng bạ 1 tháng 12 năm 1959; Bán để tháo dỡ tháng 6 năm 1960     |
| Rabaul                                      | CVE-121                 | Todd Pacific Shipyards                             | 2 tháng 1 năm 1945   | 14 tháng 6 năm 1945  | Không nhập biên chế, đưa thẳng về Hạm đội Dự bị | —                                       | Rút đăng bạ 1 tháng 9 năm 1971; Bán để tháo dỡ 25 tháng 8 năm 1972   |
| Palau                                       | CVE-122                 | Todd Pacific Shipyards                             | 19 tháng 2 năm 1945  | 6 tháng 8 năm 1945   | 15 tháng 1 năm 1946                             | 15 tháng 6 năm 1954                     | Rút đăng bạ 1 tháng 4 năm 1960; Bán để tháo dỡ 13 tháng 7 năm 1960   |
| Tinian                                      | CVE-123                 | Todd Pacific Shipyards                             | 20 tháng 3 năm 1945  | 5 tháng 9 năm 1945   | Không nhập biên chế, đưa thẳng về Hạm đội Dự bị | —                                       | Rút đăng bạ 1 tháng 6 năm 1970; Bán để tháo dỡ 15 tháng 12 năm 1971  |
| Bastogne                                    | CVE-124                 | Todd Pacific Shipyards                             | 2 tháng 4 năm 1945   | —                    | —                                               | —                                       | Hủy bỏ trước khi hạ thủy, 12 tháng 8 năm 1945                        |
| Eniwetok                                    | CVE-125                 | Todd Pacific Shipyards                             | 20 tháng 4 năm 1945  | —                    | —                                               | —                                       | Hủy bỏ trước khi hạ thủy, 12 tháng 8 năm 1945                        |
| Lingayen                                    | CVE-126                 | Todd Pacific Shipyards                             | 1 tháng 5 năm 1945   | —                    | —                                               | —                                       | Hủy bỏ trước khi hạ thủy, 12 tháng 8 năm 1945                        |
| Okinawa                                     | CVE-127                 | Todd Pacific Shipyards                             | 22 tháng 5 năm 1945  | —                    | —                                               | —                                       | Hủy bỏ trước khi hạ thủy, 12 tháng 8 năm 1945                        |
| Chưa đặt tên                                | CVE-128 cho đến CVE-131 | Todd Pacific Shipyards                             | —                    | —                    | —                                               | —                                       | Hủy bỏ trước khi hạ thủy, 12 tháng 8 năm 1945                        |
| Chưa đặt tên                                | CVE-132 cho đến CVE-139 | Kaiser Shipbuilding Company, Vancouver, Washington | —                    | —                    | —                                               | —                                       | Hủy bỏ trước khi hạ thủy, 12 tháng 8 năm 1945                        |